# Clackmannanshire
A Área de Conselho (ou Council Area) de Clackmannanshire (em gaélico escocês, Siorrachd Chlach Mhannainn), é uma das 32 novas subdivisões administrativas da Escócia e faz fronteira com Perth and Kinross a norte, Fife a oeste, Falfirk a sul e Stirling a leste.
Esta concil área, também conhecida por Clacks, foi criada em 1996, sob uma lei de 1994 do governo local escocês, na área do ex-distrito de Clackmannan da, já abolida, região Central. O distrito tinha sido criado em 1975, sob uma lei de 1973, e incluía os condados de Clackmannan e a área de Muckhart do condado de Perth.
De acordo com a legislação de 1996, a council area recebeu o nome de Clackmannan, mas o próprio conselho mudou o nome Clackmannanshire usando o seu poder de decisão.

## Geografia
No norte da região ficam as colinas Ochil Hills. O restante compreende uma planície que forma o vale do Rio Forth e do Rio Devon, que desaguam no Firth of Forth.

## Economia
A indústria está baseada na agricultura, produção de cerveja e alguma mineração de carvão mineral. Em 2006 foi dada uma permissão para o desenvolvimento do dock de Alloa, que estava em declínio desde a década de 1960.

## História
Entre 1889 e 1975, o condado de Clackmannan regia a região fazendo fronteira com os condados de Perthshire, Stirlingshire e Fife. Era o menor condado da Escócia e era conhecido também por um apelido, 'The Wee County' (O condado minúsculo).
A região é também famosa pelo seu festival anual de sapateado - "click clack clackmannanshire" - que data da década de 1980. 

## Cidades e aldeias
- Alloa
- Alva
- Clackmannan
- Coalsnaughton
- Devonside
- Dollar
- Fishcross
- Glenochil
- Menstrie
- Muckhart
- Sauchie
- Tillicoultry
- Tullibody

## Lugares de interesse
- Torre de Alloa
- Castelo Campbell
- Castelo Menstrie